# Gran Premi de Mònaco del 1963

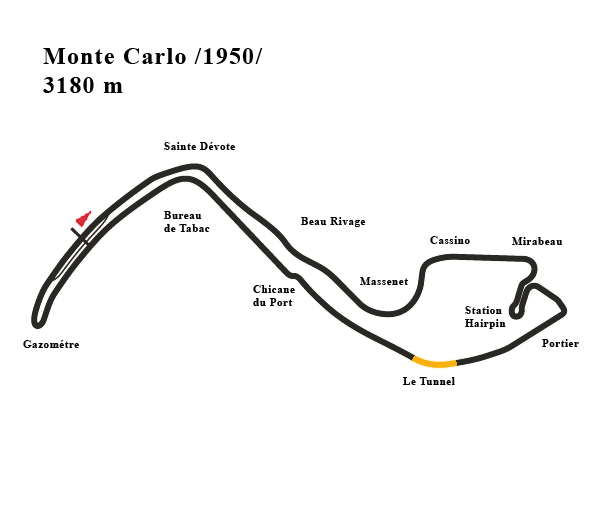
Mapa del circuit de Montecarlo, seu de la cursa.

Resultats del Gran Premi de Mònaco de Fórmula 1 de la temporada 1963, disputat al circuit urbà de Montecarlo el 26 de maig del 1963.

## Resultats de la cursa
| Pos | No | Pilot                   | Equip            | Voltes | Temps/ Retir.       | Pos. de sort. | Punts |
| --- | -- | ----------------------- | ---------------- | ------ | ------------------- | ------------- | ----- |
| 1   | 6  | Graham Hill             | BRM              | 100    | 2h 41' 49. 7        | 2             | 9     |
| 2   | 5  | Richie Ginther          | BRM              | 100    | + 4.6 s             | 4             | 6     |
| 3   | 7  | Bruce McLaren           | Cooper - Climax  | 100    | + 12.8 s            | 8             | 4     |
| 4   | 21 | John Surtees            | Ferrari          | 100    | + 14.1 s            | 3             | 3     |
| 5   | 8  | Tony Maggs              | Cooper-Climax    | 98     | + 2 Voltes          | 10            | 2     |
| 6   | 10 | Trevor Taylor           | Lotus - Climax   | 98     | + 2 Voltes          | 9             | 1     |
| 7   | 11 | Jo Bonnier              | Cooper - Climax  | 94     | + 6 Voltes          | 11            |       |
| 8   | 9  | Jim Clark               | Lotus - Climax   | 78     | Caixa canvi         | 1             |       |
| 9   | 3  | Jack Brabham            | Lotus - Climax   | 77     | Caixa canvi         | 16            |       |
| Ret | 14 | Innes Ireland           | Lotus - BRM      | 40     | Accident            | 5             |       |
| Ret | 20 | Willy Mairesse          | Ferrari          | 37     | Caixa canvi         | 7             |       |
| Ret | 17 | Maurice Trintignant     | Lola - Climax    | 34     | Embragatge          | 14            |       |
| Ret | 4  | Dan Gurney              | Brabham - Climax | 25     | Diferencial         | 6             |       |
| Ret | 12 | Jim Hall                | Lotus - BRM      | 20     | Caixa canvi         | 13            |       |
| Ret | 25 | Jo Siffert              | Lotus - BRM      | 3      | Motor               | 12            |       |
| NVQ | 24 | Bernard Collomb         | Lotus - Climax   |        |                     |               |       |
| WD  | 1  | Phil Hill               | ATS              |        | Cotxe no disponible |               |       |
| WD  | 2  | Giancarlo Baghetti      | ATS              |        | Cotxe no disponible |               |       |
| WD  | 16 | John Campbell-Jones     | Lotus - BRM      |        | Caixa canvi         |               |       |
| WD  | 18 | Ian Burgess             | Scirocco - BRM   |        | Cotxe no disponible |               |       |
| WD  | 19 | Tony Settember          | Scirocco - BRM   |        | Cotxe no disponible |               |       |
| WD  | 22 | Nasif Estefano          | de Tomaso        |        |                     |               |       |
| WD  | 23 | Lorenzo Bandini         | BRM              |        | Cotxe no disponible |               |       |
| WD  | 24 | Carel Godin de Beaufort | Porsche          |        |                     |               |       |

## Altres
- Pole: Jim Clark 1' 34. 3
- Volta ràpida: John Surtees 1' 34. 5 (a la volta 100)